# Kouloho
Kouloho est une commune rurale située dans le département de Founzan de la province de Tuy dans la région des Hauts-Bassins au Burkina Faso.

## Géographie
Kouloho se trouve à 10 km à l'est de Founzan (et de la route nationale 12) dans le nord-est du département.

## Économie
L'économie est fortement basée sur l'agriculture de subsistance (maïs, sorgho, mil, riz, arachides) réalisée par les paysans de la commune regroupés dans la coopérative agricole COPSAC – présente dans tout le Founzan – mettant à leur disposition matériel et magasins de stockage des céréales (jusqu'à soixante tonnes) ainsi que des systèmes de micro-crédit et de garantie des prix basée sur l'émission collective de warrants.

## Santé et éducation
Kouloho accueille un centre de santé et de promotion sociale (CSPS), électrifié depuis 2017 grâce à l'installation des panneaux photovoltaïques. Des locaux pour permettre la présence d'infirmiers résidents ont été construits en 2014 avec l'aide de l'association Engagés Solidaires de Fleurance.
Le village possède sept forages à pompes à bras et deux bornes fontaines. Avec l'électrification du village en 2013, un réseau local de distribution d'eau potable est mis en place avec l'installation d'un pompage électrique – connecté à quatre nouvelles bornes de distribution (dont une au centre de santé et une autre à l'école) reliées par cinq kilomètres de canalisation –, réalisé grâce à l'aide au développement et au partenariat entrepris (dès 1990 dans tout le département de Founzan) par la ville de Condom en France et les associations Armanioc, Aquassistance, et l'Agence de l'eau Adour-Garonne pour un coût total de 70 000 euros. La remise des infrastructures est effectuée lors d'une cérémonie qui s'est tenue le 8 février 2014 en présence du maire de Founzan, Houssien Ayoro, et des représentants des organismes français,.
Kouloho possède une école primaire, qui reçoit le soutien régulier depuis 1990 de l'association Armanioc.